# 米色线 (BART)
競技場-奧克蘭國際機場線（英語：Coliseum–Oakland International Airport line），亦非正式稱為BART到OAK機場線，是一條自動導軌運輸系統，由舊金山灣區捷運（BART）營運。端點站分別為奧克蘭競技場站以及奧克蘭國際機場站，連結了旧金山湾区奥克兰国际机场與奧克蘭市區。路線開通日期為2014年11月22日，收費方式整合至BART收費系統。計畫過程時期，其被稱為奧克蘭機場連接線（英語：Oakland Airport Connector (OAC)），預算約$4.84億美元。

## 概述

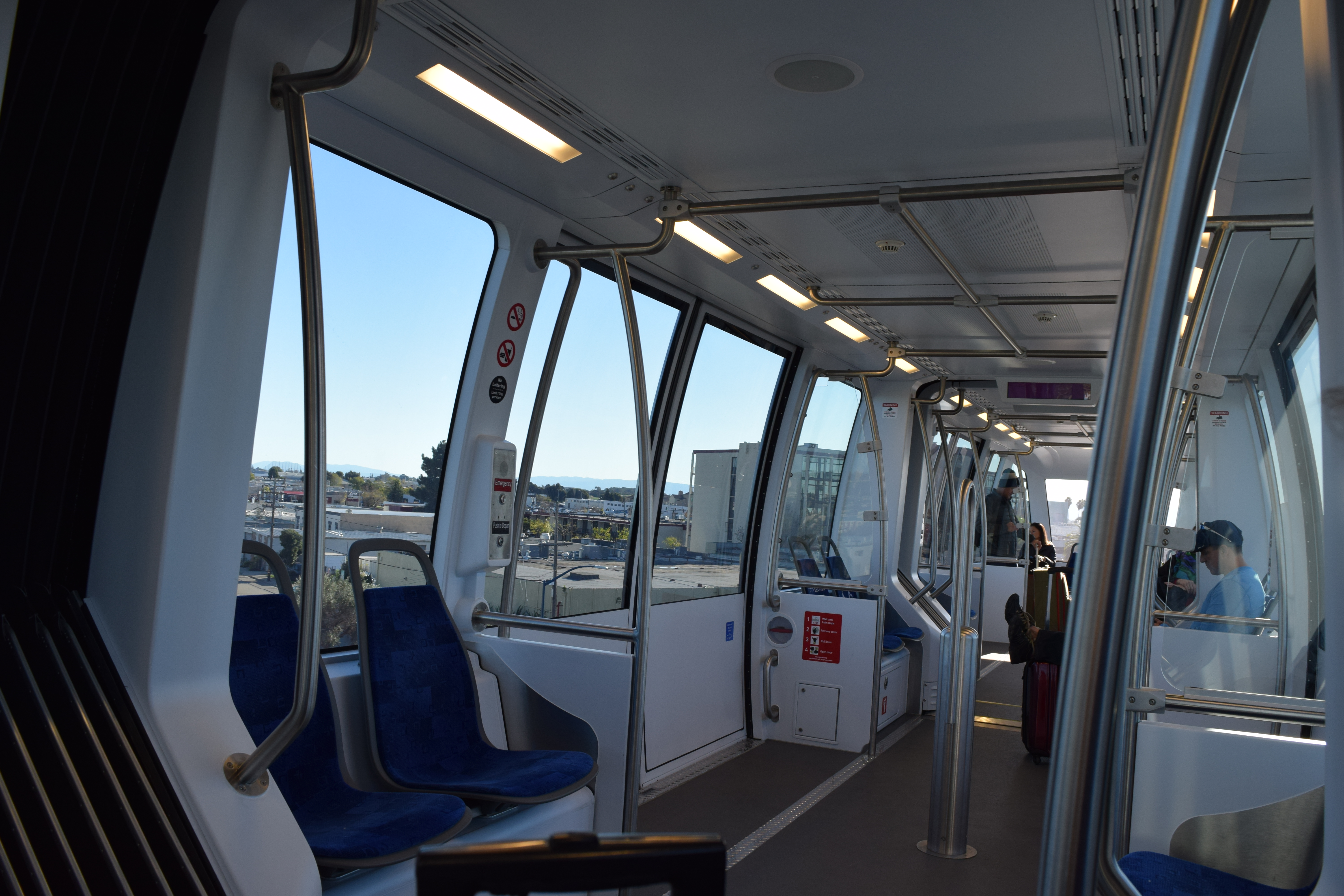
列車內部一景

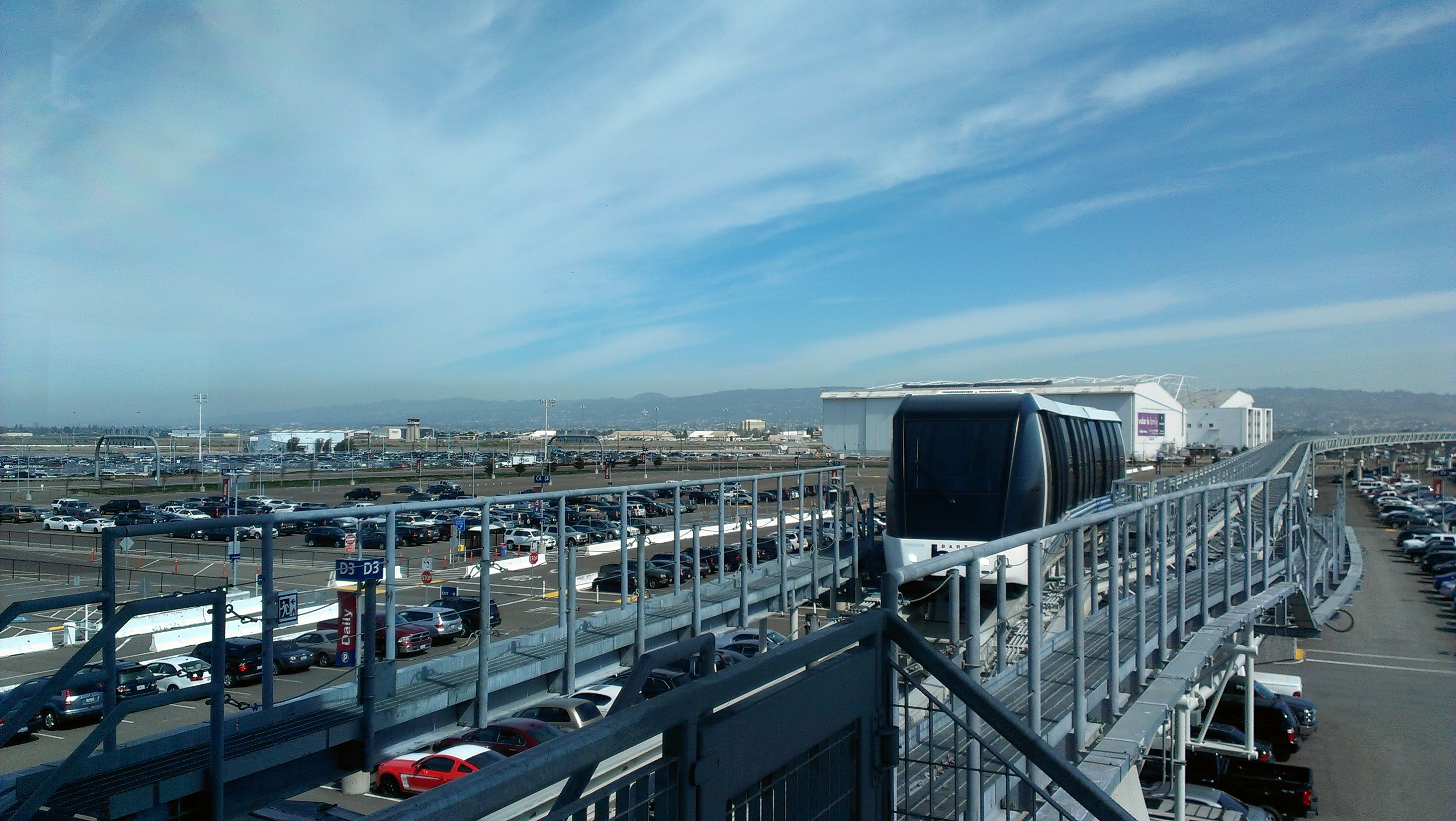
從奧克蘭國際機場站看列車

此路線取代了原先的AirBART接駁公車，原先規劃僅設兩端點站（見上文），目前規劃增設一中間站杜利德站。

## 收費與發車間隔
旅客無需離開捷運站，在抵達競技場站後，可由競技場站島式月台中間的空橋步行到機場線月台轉乘，在該處設有BART出站閘門。單程票價為6美元。發車間隔如下表:
| 日期       | 早上5點至早上6點 | 早上6點至早上8點 | 早上8點至晚上8點 | 晚上8點至晚上10點 | 晚上10點凌晨12點 |
| ---------- | ---------------- | ---------------- | ---------------- | ----------------- | ---------------- |
| 週一至週五 | 每20分鐘一班     | 每10分鐘一班     | 每5分鐘一班      | 每10分鐘一班      | 每20分鐘一班     |
| 週六       | 未發車           | 每10分鐘一班     | 每5分鐘一班      | 每10分鐘一班      | 每20分鐘一班     |
| 週日與假日 | 未發車           | 未發車           | 每5分鐘一班      | 每10分鐘一班      | 每20分鐘一班     |

## 外部連結
- BART – Airport Connections Guide （页面存档备份，存于）
- BART – Schedules By Line （页面存档备份，存于）